# Commercial Union Assurance Grand Prix 1975
Il Commercial Union Assurance Grand Prix 1975 fu una serie di tornei maschili di tennis, che includeva i quattro tornei del Grande Slam e tutti gli altri tornei del Grand Prix. Non erano invece inclusi i tornei del circuito WCT. Iniziò il 21 dicembre 1974 con l'Australian Open e si concluse il 27 dicembre 1975 con la finale del New South Wales Open.

## Calendario
Legenda
| TC (Triple Crown)                         |
| Grand Prix Masters                        |
| Group AA                                  |
| Group A                                   |
| Group B                                   |
| Torneo indipendente riconosciuto dall'ATP |
| Evento a squadre                          |

### Dicembre 1974
| Settimana        | Torneo                                                                                 | Vincitore                         | Finalista                  | Semifinalisti          | Eliminati ai quarti                                     |
| ---------------- | -------------------------------------------------------------------------------------- | --------------------------------- | -------------------------- | ---------------------- | ------------------------------------------------------- |
| 21 dicembre 1974 | Australian Open 1975 Melbourne, Australia 50 000 $ – Erba – 32S/32D Singolare - Doppio | John Newcombe 7–5, 3–6, 6–4, 7–6  | Jimmy Connors              | Dick Crealy Tony Roche | Kim Warwick John Alexander Alex Metreveli Geoff Masters |
| 21 dicembre 1974 | Australian Open 1975 Melbourne, Australia 50 000 $ – Erba – 32S/32D Singolare - Doppio | John Alexander Phil Dent 6-3, 7-6 | Bob Carmichael Allan Stone | Dick Crealy Tony Roche | Kim Warwick John Alexander Alex Metreveli Geoff Masters |

### Gennaio
| Settimana  | Torneo                                                                                                | Vincitore                                   | Finalista                      | Semifinalisti                     | Eliminati ai quarti                                     |
| ---------- | --- | ------------------------------------------- | ------------------------------ | --------------------------------- | ------------------------------------------------------- |
| 6 gennaio  | Benson & Hedges Open 1975 Auckland, Australia 25 000 $ - Erba Singolare - Doppio                      | Onny Parun 4-6, 6-4, 6-4, 6-7, 6-4          | Brian Fairlie                  | Jeff Simpson Dick Crealy          | Gerard Wimmer Ray Ruffels Scott Carnahan Syd Ball       |
| 6 gennaio  | Benson & Hedges Open 1975 Auckland, Australia 25 000 $ - Erba Singolare - Doppio                      | Bob Carmichael Ray Ruffels 7-6 ritiro       | Brian Fairlie Onny Parun       | Jeff Simpson Dick Crealy          | Gerard Wimmer Ray Ruffels Scott Carnahan Syd Ball       |
| 13 gennaio | Baltimore Open 1975 Baltimora, Stati Uniti 30 000 $ - Sintetico indoor Singolare - Doppio             | Brian Gottfried 3–6, 6–2, 6–3               | Allan Stone                    | Robert Lutz Tony Roche            | Erik Van Dillen Paul Gerken Ray Ruffels Steve Krulevitz |
| 13 gennaio | Baltimore Open 1975 Baltimora, Stati Uniti 30 000 $ - Sintetico indoor Singolare - Doppio             | Dick Crealy Ray Ruffels 6–4, 6–3            | Ismail El Shafei Frew McMillan | Robert Lutz Tony Roche            | Erik Van Dillen Paul Gerken Ray Ruffels Steve Krulevitz |
| 13 gennaio | Bahamas International 1975 Nassau, Bahamas 50 000 $ - Cemento Singolare                               | Jimmy Connors 6-0 6-2                       | Karl Meiler                    | Trey Waltke Juan Gisbert          | Jürgen Fassbender Clark Graebner Sandy Mayer Gene Mayer |
| 20 gennaio | ATP Birmingham 1975 Birmingham, Stati Uniti 30 000 $ - Sintetico indoor Singolare - Doppio            | Jimmy Connors 6–4, 6–3                      | Billy Martin                   | Karl Meiler Jürgen Fassbender     | Jeff Austin Roger Taylor John Feaver Juan Gisbert Sr.   |
| 20 gennaio | ATP Birmingham 1975 Birmingham, Stati Uniti 30 000 $ - Sintetico indoor Singolare - Doppio            | Jürgen Fassbender Karl Meiler 4–6, 6–3, 7–6 | Colin Dowdeswell John Yuill    | Karl Meiler Jürgen Fassbender     | Jeff Austin Roger Taylor John Feaver Juan Gisbert Sr.   |
| 27 gennaio | Dayton Open 1975 Dayton, Stati Uniti 30 000 $ - Sintetico indoor Singolare - Doppio                   | Brian Gottfried 6-4 4-6 6-4                 | Geoff Masters                  | Tejmuraz Kakulija Erik Van Dillen | Phil Dent John Alexander Harold Solomon Allan Stone     |
| 27 gennaio | Dayton Open 1975 Dayton, Stati Uniti 30 000 $ - Sintetico indoor Singolare - Doppio                   | Ray Ruffels Allan Stone 7-6, 7-5            | Paul Gerken Brian Gottfried    | Tejmuraz Kakulija Erik Van Dillen | Phil Dent John Alexander Harold Solomon Allan Stone     |
| 27 gennaio | Roanoke International Tennis 1975 Roanoke, Stati Uniti 30 000 $ - Sintetico indoor Singolare - Doppio | Roger Taylor 7–6, 7–6                       | Vitas Gerulaitis               | Karl Meiler Jürgen Fassbender     | Clark Graebner Charles Owens Sandy Mayer Ian Fletcher   |
| 27 gennaio | Roanoke International Tennis 1975 Roanoke, Stati Uniti 30 000 $ - Sintetico indoor Singolare - Doppio | Vitas Gerulaitis Sandy Mayer 7–6, 1–6, 6–3  | Juan Gisbert Sr. Ion Țiriac    | Karl Meiler Jürgen Fassbender     | Clark Graebner Charles Owens Sandy Mayer Ian Fletcher   |

### Febbraio
| Settimana   | Torneo | Vincitore                                  | Finalista                    | Semifinalisti                  | Eliminati ai quarti                                             |
| ----------- | --- | ------------------------------------------ | ---------------------------- | ------------------------------ | --------------------------------------------------------------- |
| 3 febbraio  | Little Rock Open 1975 Little Rock, Stati Uniti 25 000 $ - Sintetico indoor Singolare - Doppio                 | Billy Martin 6-2, 7-6                      | George Hardie                | Roger Taylor Karl Meiler       | Wojciech Fibak Juan Gisbert John Holladay Dick Bohrnstedt       |
| 3 febbraio  | Little Rock Open 1975 Little Rock, Stati Uniti 25 000 $ - Sintetico indoor Singolare - Doppio                 | Barry Phillips-Moore Marcelo Lara 6-4, 6-3 | Jeff Austin Charles Owens    | Roger Taylor Karl Meiler       | Wojciech Fibak Juan Gisbert John Holladay Dick Bohrnstedt       |
| 3 febbraio  | Swiss Indoors 1975 Basilea, Svizzera 65 000 $ - Sintetico indoor Singolare                                    | Jiří Hřebec 6-1, 7-6, 2-6, 6-4             | Ilie Năstase                 | Cliff Drysdale Bernard Mignot  | Peter Kanderal Jairo Velasco Manuel Santana Hans Joachim Ploetz |
| 10 febbraio | U.S. Indoor National Championships 1975 Salisbury, Stati Uniti 50 000 $ - Sintetico indoor Singolare - Doppio | Jimmy Connors 5-7 7-5 6-1                  | Vitas Gerulaitis             | Sandy Mayer Ilie Năstase       | Tejmuraz Kakulija Jan Kodeš Roger Taylor Billy Martin           |
| 10 febbraio | U.S. Indoor National Championships 1975 Salisbury, Stati Uniti 50 000 $ - Sintetico indoor Singolare - Doppio | Jimmy Connors Ilie Năstase 7-6, 6-2        | Jan Kodeš Roger Taylor       | Sandy Mayer Ilie Năstase       | Tejmuraz Kakulija Jan Kodeš Roger Taylor Billy Martin           |
| 17 febbraio | Boca West International 1975 Boca Raton, Stati Uniti 30 000 $ - Terra rossa Singolare - Doppio                | Jimmy Connors 6-4, 6-2                     | Jürgen Fassbender            | Karl Meiler Charles Owens      | Wojciech Fibak Jan Písecký Jeff Austin Mike Belkin              |
| 17 febbraio | Boca West International 1975 Boca Raton, Stati Uniti 30 000 $ - Terra rossa Singolare - Doppio                | Clark Graebner Juan Gisbert 6-2, 6-1       | Jürgen Fassbender Ion Țiriac | Karl Meiler Charles Owens      | Wojciech Fibak Jan Písecký Jeff Austin Mike Belkin              |
| 24 febbraio | Fairfield County International 1975 Ridgefield, Stati Uniti 30 000 $ - Sintetico indoor Singolare - Doppio    | Roger Taylor 7-5, 5-7, 7-6                 | Sandy Mayer                  | Roger Dowdeswell Peter Fleming | Juan Gisbert Jan Písecký Jan Kodeš Ion Țiriac                   |
| 24 febbraio | Fairfield County International 1975 Ridgefield, Stati Uniti 30 000 $ - Sintetico indoor Singolare - Doppio    | Juan Gisbert Clark Graebner 6-4 6-4        | Sandy Mayer Ion Țiriac       | Roger Dowdeswell Peter Fleming | Juan Gisbert Jan Písecký Jan Kodeš Ion Țiriac                   |

### Marzo
| Settimana | Torneo                                                                                       | Vincitore                                    | Finalista                       | Semifinalisti                      | Eliminati ai quarti                                           |
| --------- | -------------------------------------------------------------------------------------------- | -------------------------------------------- | ------------------------------- | ---------------------------------- | ------------------------------------------------------------- |
| 4 marzo   | Cairo Open 1975 Il Cairo, Egitto 25 000 $ - Terra rossa Singolare - Doppio                   | Manuel Orantes 6–0, 4–6, 6–1, 6–3            | François Jauffret               | Hans Joachim Ploetz Patrick Proisy | Éric Deblicker Paul Kronk Aly El Dawoudi Harald Elschenbroich |
| 4 marzo   | Cairo Open 1975 Il Cairo, Egitto 25 000 $ - Terra rossa Singolare - Doppio                   | Antonio Muñoz Manuel Orantes 3-6 6-3 6-4 7-5 | Jaime Pinto-Bravo Belus Prajoux | Hans Joachim Ploetz Patrick Proisy | Éric Deblicker Paul Kronk Aly El Dawoudi Harald Elschenbroich |
| 4 marzo   | Shreveport International 1975 Shreveport, Stati Uniti 15 000 $ Singolare - Doppio            | Juan Gisbert 6-3, 5-7, 6-1                   | Wojciech Fibak                  | William Brown Robert Machan        | Trey Waltke Dick Bohrnstedt Anand Amritraj Viorel Marcu       |
| 4 marzo   | Shreveport International 1975 Shreveport, Stati Uniti 15 000 $ Singolare - Doppio            | William Brown Juan Gisbert 6-4, 6-4          | Janos Benyik Robert Machan      | William Brown Robert Machan        | Trey Waltke Dick Bohrnstedt Anand Amritraj Viorel Marcu       |
| 11 marzo  | Hampton Open 1975 Hampton, Stati Uniti 37 500 $ - Sintetico indoor Singolare - Doppio        | Jimmy Connors 7-6, 6-0                       | Jan Kodeš                       | Wojciech Fibak Juan Gisbert        | Jeff Austin Robert Kreiss Karl Meiler Clark Graebner          |
| 11 marzo  | Hampton Open 1975 Hampton, Stati Uniti 37 500 $ - Sintetico indoor Singolare - Doppio        | Ian Fletcher Ian Crookenden 6-2, 6-7, 6-4    | Karl Meiler Jan Písecký         | Wojciech Fibak Juan Gisbert        | Jeff Austin Robert Kreiss Karl Meiler Clark Graebner          |
| 17 marzo  | IPA NY Tennis Championships 1975 New York, Stati Uniti 30 000 $ - Sintetico indoor Singolare | Vitas Gerulaitis walkover                    | Jimmy Connors                   | Jan Kodeš Roger Taylor             | John Feaver Sandy Mayer Jan Písecký Billy Martin              |
| 24 marzo  | Tennis South Invitational 1975 Jackson, Stati Uniti 35 000 $ - Sintetico indoor Singolare    | Ken Rosewall 7-5, 4-6, 7-6                   | Earl Butch Buchholz             | John Newcombe Fred Stolle          | Ion Țiriac Bob Carmichael Roger Taylor John Feaver            |
| 31 marzo  | Tucson Tennis Games 1975 Tucson, Stati Uniti 175 000 $ - Cemento Singolare - Doppio          | John Alexander 7-5 6-2                       | Ilie Năstase                    | John Newcombe Ken Rosewall         | Bob Carmichael Arthur Ashe Vijay Amritraj Rod Laver           |
| 31 marzo  | Tucson Tennis Games 1975 Tucson, Stati Uniti 175 000 $ - Cemento Singolare - Doppio          | Raúl Ramírez William Brown 2-6, 7-6, 6-4     | Raymond Moore Dennis Ralston    | John Newcombe Ken Rosewall         | Bob Carmichael Arthur Ashe Vijay Amritraj Rod Laver           |

### Aprile
| Settimana | Torneo                                                                           | Vincitore                               | Finalista              | Semifinalisti                            | Eliminati ai quarti                                              |
| --------- | -------------------------------------------------------------------------------- | --------------------------------------- | ---------------------- | ---------------------------------------- | ---------------------------------------------------------------- |
| 7 aprile  | ATP Barcellona 1975 Barcellona, Spagna 30 000 $ - Terra rossa Singolare - Doppio | Ilie Năstase 6-1, 7-5, 6-2              | Juan Gisbert           | Manuel Orantes Balázs Taróczy            | Nikola Spear Birger Andersson Patrick Proisy Norman Holmes       |
| 7 aprile  | ATP Barcellona 1975 Barcellona, Spagna 30 000 $ - Terra rossa Singolare - Doppio | Juan Gisbert Manuel Orantes 6-7 6-2 6-4 | Paul Kronk Nikki Spear | Manuel Orantes Balázs Taróczy            | Nikola Spear Birger Andersson Patrick Proisy Norman Holmes       |
| 14 aprile | Trofeo Lois 1975 Valencia, Spagna 30 000 $ - Terra rossa Singolare               | Ilie Năstase 6-3 6-0                    | Manuel Orantes         | Joaquín Loyo-Mayo Wojciech Fibak         | Lito Álvarez Patrick Proisy Éric Deblicker Antonio Muñoz         |
| 21 aprile | ATP Madrid 1975 Madrid, Spagna 30 000 $ - Terra rossa Singolare                  | Ilie Năstase 7-6, 6-1, 2-6, 6-3         | Manuel Orantes         | Nikola Spear Jaime Pinto-Bravo           | Wojciech Fibak Juan Gisbert Juan Ignacio Muntañola Jairo Velasco |
| 28 aprile | ATP Nizza 1975 Nizza, Francia 30 000 $ - Terra rossa Singolare                   | Dick Crealy 7-6, 6-4, 6-3               | Iván Molina            | Patrice Dominguez Jean-François Caujolle | Ulrich Pinner Colin Dowdeswell Jairo Velasco François Jauffret   |

### Maggio
| Settimana | Torneo | Vincitore                                       | Finalista                      | Semifinalisti                  | Eliminati ai quarti                                              |
| --------- | --- | ----------------------------------------------- | ------------------------------ | ------------------------------ | ---------------------------------------------------------------- |
| 5 maggio  | Internazionali di Tennis di Baviera 1975 Monaco di Baviera, Germania 50 000 $ - Terra rossa - 32S/16D Singolare - Doppio | Guillermo Vilas 2-6, 6-0, 6-2, 6-3              | Karl Meiler                    | Uli Pinner Ilie Năstase        | Harald Elschenbroich Pavel Hutka Jan Kodeš Hans-Jürgen Pohmann   |
| 5 maggio  | Internazionali di Tennis di Baviera 1975 Monaco di Baviera, Germania 50 000 $ - Terra rossa - 32S/16D Singolare - Doppio | Wojciech Fibak Jan Kodeš 7-5, 6-3               | Milan Holeček Karl Meiler      | Uli Pinner Ilie Năstase        | Harald Elschenbroich Pavel Hutka Jan Kodeš Hans-Jürgen Pohmann   |
| 5 maggio  | ATP Firenze 1975 Firenze, Italia 30 000 $ - Terra rossa Singolare                                                        | Paolo Bertolucci                                | Georges Goven                  | Ricardo Cano Ramiro Benavides  | Éric Deblicker Belus Prajoux Vincenzo Franchitti Adriano Panatta |
| 12 maggio | British Hard Court Championships 1975 Bournemouth, Gran Bretagna 50 000 $ - Terra rossa- 48S/24D/16XD Singolare - Doppio | Manuel Orantes 6–3, 4–6, 6–2, 7–5               | Patrick Proisy                 | Guillermo Vilas Onny Parun     | Bernie Mitton Roger Taylor Jan Kodeš Ilie Năstase                |
| 12 maggio | British Hard Court Championships 1975 Bournemouth, Gran Bretagna 50 000 $ - Terra rossa- 48S/24D/16XD Singolare - Doppio | Juan Gisbert Manuel Orantes 8–6, 6–3            | Syd Ball Dick Crealy           | Guillermo Vilas Onny Parun     | Bernie Mitton Roger Taylor Jan Kodeš Ilie Năstase                |
| 12 maggio | Alan King Tennis Classic 1975 Las Vegas, Stati Uniti 150 000 $ - Cemento Singolare - Doppio                              | Roscoe Tanner 5-7, 7-5, 7-6                     | Ross Case                      | Ken Rosewall John Alexander    | Bob Lutz Vijay Amritraj Cliff Richey Jaime Fillol                |
| 12 maggio | Alan King Tennis Classic 1975 Las Vegas, Stati Uniti 150 000 $ - Cemento Singolare - Doppio                              | Phil Dent John Alexander 6-1, 6-4               | Bob Carmichael Cliff Drysdale  | Ken Rosewall John Alexander    | Bob Lutz Vijay Amritraj Cliff Richey Jaime Fillol                |
| 19 maggio | ATP German Open 1975 Amburgo, Germania dell'Ovest 100 000 $ – Terra rossa – 64S/32D Singolare - Doppio                   | Manuel Orantes 3-6 6-2 6-2 4-6 6-1              | Jan Kodeš                      | Paolo Bertolucci Ilie Năstase  | Guillermo Vilas Wojciech Fibak Onny Parun Roger Taylor           |
| 19 maggio | ATP German Open 1975 Amburgo, Germania dell'Ovest 100 000 $ – Terra rossa – 64S/32D Singolare - Doppio                   | Juan Gisbert Manuel Orantes 6-3, 7-6            | Wojciech Fibak Jan Kodeš       | Paolo Bertolucci Ilie Năstase  | Guillermo Vilas Wojciech Fibak Onny Parun Roger Taylor           |
| 26 maggio | Internazionali d'Italia 1975 Roma, Italia 95 000 $ – Terra rossa – 64S/32D Singolare - Doppio                            | Raúl Ramírez 7-6, 7-5, 7-5                      | Manuel Orantes                 | Ilie Năstase Guillermo Vilas   | Björn Borg Eddie Dibbs Harold Solomon Onny Parun                 |
| 26 maggio | Internazionali d'Italia 1975 Roma, Italia 95 000 $ – Terra rossa – 64S/32D Singolare - Doppio                            | Brian Gottfried Raúl Ramírez 6–4, 7–6, 2–6, 6–1 | Jimmy Connors Ilie Năstase     | Ilie Năstase Guillermo Vilas   | Björn Borg Eddie Dibbs Harold Solomon Onny Parun                 |
| 26 maggio | Düsseldorf Grand Prix 1975 Düsseldorf, Germania 50 000 $ - Terra rossa - 32S/16D Singolare - Doppio                      | Jaime Fillol 6-4, 1-6, 6-0                      | Jan Kodeš                      | Colin Dibley François Jauffret | Raymond Moore Harald Elschenbroich Hans Kary Toma Ovici          |
| 26 maggio | Düsseldorf Grand Prix 1975 Düsseldorf, Germania 50 000 $ - Terra rossa - 32S/16D Singolare - Doppio                      | François Jauffret Jan Kodeš 6–2, 6–3            | Harald Elschenbroich Hans Kary | Colin Dibley François Jauffret | Raymond Moore Harald Elschenbroich Hans Kary Toma Ovici          |

### Giugno
| Settimana | Torneo | Vincitore                                             | Finalista                    | Semifinalisti               | Eliminati ai quarti                                      |
| --------- | --- | ----------------------------------------------------- | ---------------------------- | --------------------------- | -------------------------------------------------------- |
| 4 giugno  | Open di Francia 1975 Parigi, Francia Grande Slam 155 000 $ - Terra rossa - 128S/153Q/64D/32XD Singolare - Doppio - Doppio misto        | Björn Borg 6-2 6-3 6-4                                | Guillermo Vilas              | Eddie Dibbs Adriano Panatta | Raúl Ramírez Onny Parun John Andrews Harold Solomon      |
| 4 giugno  | Open di Francia 1975 Parigi, Francia Grande Slam 155 000 $ - Terra rossa - 128S/153Q/64D/32XD Singolare - Doppio - Doppio misto        | Brian Gottfried Raúl Ramírez 6–2, 2–6, 6–2, 6–4       | John Alexander Phil Dent     | Eddie Dibbs Adriano Panatta | Raúl Ramírez Onny Parun John Andrews Harold Solomon      |
| 4 giugno  | Open di Francia 1975 Parigi, Francia Grande Slam 155 000 $ - Terra rossa - 128S/153Q/64D/32XD Singolare - Doppio - Doppio misto        | Doppio misto: Fiorella Bonicelli Thomaz Koch 6–4, 7–6 | Pam Teeguarden Jaime Fillol  | Eddie Dibbs Adriano Panatta | Raúl Ramírez Onny Parun John Andrews Harold Solomon      |
| 16 giugno | Nottingham John Player 1975 Nottingham, Gran Bretagna 108 000 $ - Erba - 64S/30D Singolare - Doppio                                    | Tom Okker 6-1 3-6 6-3                                 | Tony Roche                   | Roscoe Tanner Phil Dent     | Jimmy Connors Arthur Ashe Bob Carmichael Guillermo Vilas |
| 16 giugno | Nottingham John Player 1975 Nottingham, Gran Bretagna 108 000 $ - Erba - 64S/30D Singolare - Doppio                                    | Charlie Pasarell Roscoe Tanner 6-2, 6-3               | Tom Okker Marty Riessen      | Roscoe Tanner Phil Dent     | Jimmy Connors Arthur Ashe Bob Carmichael Guillermo Vilas |
| 23 giugno | Torneo di Wimbledon 1975 Wimbledon, Gran Bretagna Grande Slam 165 000 $ - Erba - 128S/128Q/64D/40Q/64XD/24Q Singolare - Doppio - Misto | Arthur Ashe 6–1, 6–1, 5–7, 6–4                        | Jimmy Connors                | Roscoe Tanner Tony Roche    | Raúl Ramírez Guillermo Vilas Björn Borg Tom Okker        |
| 23 giugno | Torneo di Wimbledon 1975 Wimbledon, Gran Bretagna Grande Slam 165 000 $ - Erba - 128S/128Q/64D/40Q/64XD/24Q Singolare - Doppio - Misto | Vitas Gerulaitis Sandy Mayer 7–5, 8–6, 6–4            | Colin Dowdeswell Allan Stone | Roscoe Tanner Tony Roche    | Raúl Ramírez Guillermo Vilas Björn Borg Tom Okker        |
| 23 giugno | Torneo di Wimbledon 1975 Wimbledon, Gran Bretagna Grande Slam 165 000 $ - Erba - 128S/128Q/64D/40Q/64XD/24Q Singolare - Doppio - Misto | Doppio misto: Margaret Court Marty Riessen 6–4, 7–5   | Betty Stöve Allan Stone      | Roscoe Tanner Tony Roche    | Raúl Ramírez Guillermo Vilas Björn Borg Tom Okker        |

### Luglio
| Settimana | Torneo                                                                                                | Vincitore                                           | Finalista                                   | Semifinalisti                      | Eliminati ai quarti                                              |
| --------- | --- | --------------------------------------------------- | ------------------------------------------- | ---------------------------------- | ---------------------------------------------------------------- |
| 7 luglio  | Swedish Open 1975 Båstad, Svezia 50 000 $ - Terra rossa - 32S/16D Singolare - Doppio                  | Manuel Orantes 6-0 6-3                              | José Higueras                               | Thomaz Koch Corrado Barazzutti     | Björn Borg Juan Gisbert Ismail El Shafei Patrick Proisy          |
| 7 luglio  | Swedish Open 1975 Båstad, Svezia 50 000 $ - Terra rossa - 32S/16D Singolare - Doppio                  | Ove Nils Bengtson Björn Borg 7-6, 7-5               | Juan Gisbert Manuel Orantes                 | Thomaz Koch Corrado Barazzutti     | Björn Borg Juan Gisbert Ismail El Shafei Patrick Proisy          |
| 7 luglio  | Swiss Open Gstaad 1975 Gstaad, Svizzera 50 000 $ - Terra rossa - 32S/16D Singolare - Doppio           | Ken Rosewall 6-4 6-4 6-3                            | Karl Meiler                                 | Jairo Velasco, Sr. Guillermo Vilas | Jeff Borowiak Iván Molina Marcelo Lara Niki Pilic                |
| 7 luglio  | Swiss Open Gstaad 1975 Gstaad, Svizzera 50 000 $ - Terra rossa - 32S/16D Singolare - Doppio           | Jürgen Fassbender Hans-Jürgen Pohmann 6-4, 9-7, 6-1 | Colin Dowdeswell Ken Rosewall               | Jairo Velasco, Sr. Guillermo Vilas | Jeff Borowiak Iván Molina Marcelo Lara Niki Pilic                |
| 7 luglio  | Austrian Open 1975 Kitzbühel, Austria 50 000 $ - Terra rossa - 32S/16D Singolare - Doppio             | Adriano Panatta 2–6, 6–2, 7–5, 6–4                  | Jan Kodeš                                   | Uli Pinner Wojciech Fibak          | Hans Kary Janos Benyik Balázs Taróczy Jiří Hřebec                |
| 7 luglio  | Austrian Open 1975 Kitzbühel, Austria 50 000 $ - Terra rossa - 32S/16D Singolare - Doppio             | Paolo Bertolucci Adriano Panatta 6-2, 6-2, 7-6      | Patrice Dominguez François Jauffret         | Uli Pinner Wojciech Fibak          | Hans Kary Janos Benyik Balázs Taróczy Jiří Hřebec                |
| 14 luglio | Chicago Grand Prix 1975 Chicago, Stati Uniti 50 000 $ - Sintetico indoor - 32S/16D Singolare - Doppio | Roscoe Tanner 6-1 6-7 7-6                           | John Alexander                              | Dick Stockton Andrew Pattison      | Sashi Menon Brian Gottfried Sherwood Stewart Haroon Rahim        |
| 14 luglio | Chicago Grand Prix 1975 Chicago, Stati Uniti 50 000 $ - Sintetico indoor - 32S/16D Singolare - Doppio | John Alexander Phil Dent 6-3, 6-4                   | Mike Cahill John Whitlinger                 | Dick Stockton Andrew Pattison      | Sashi Menon Brian Gottfried Sherwood Stewart Haroon Rahim        |
| 14 luglio | Dutch Open 1975 Hilversum, Paesi Bassi 50 000 $ - Terra rossa - 32S/15D Singolare - Doppio            | Guillermo Vilas 6-4 6-7 6-2 6-3                     | Željko Franulović                           | Víctor Pecci Uli Pinner            | Jürgen Fassbender Ismail El Shafei Nikki Spear François Jauffret |
| 14 luglio | Dutch Open 1975 Hilversum, Paesi Bassi 50 000 $ - Terra rossa - 32S/15D Singolare - Doppio            | Wojciech Fibak Guillermo Vilas 6-2 4-6 6-1          | John Lloyd Željko Franulović                | Víctor Pecci Uli Pinner            | Jürgen Fassbender Ismail El Shafei Nikki Spear François Jauffret |
| 14 luglio | Turkey Open 1975 Istanbul, Turchia 25 000 $ - Terra rossa Singolare - Doppio                          | Colin Dowdeswell 6-1 6.4 6-2                        | Ferdi Taygan                                | Graham Stilwell Colin Dibley       | Thomaz Koch John Feaver Gerald Battrick Jim McManus              |
| 14 luglio | Turkey Open 1975 Istanbul, Turchia 25 000 $ - Terra rossa Singolare - Doppio                          | Thomaz Koch Colin Dibley 6-2, 6-2, 6-2              | Colin Dowdeswell John Feaver                | Graham Stilwell Colin Dibley       | Thomaz Koch John Feaver Gerald Battrick Jim McManus              |
| 21 luglio | Washington Open 1975 Washington, Stati Uniti 100 000 $ – Terra rossa – 64S/32D Singolare - Doppio     | Guillermo Vilas 6-1 6-3                             | Harold Solomon                              | Raúl Ramírez Cliff Richey          | Jaime Fillol Eddie Dibbs Ilie Năstase Arthur Ashe                |
| 21 luglio | Washington Open 1975 Washington, Stati Uniti 100 000 $ – Terra rossa – 64S/32D Singolare - Doppio     | Robert Lutz Stan Smith 7-5, 2-6, 6-1                | Brian Gottfried Raúl Ramírez                | Raúl Ramírez Cliff Richey          | Jaime Fillol Eddie Dibbs Ilie Năstase Arthur Ashe                |
| 28 luglio | Cincinnati Open 1975 Cincinnati, Stati Uniti 50 000 $ – Cemento – 32S/16D Singolare - Doppio          | Tom Gorman 7-5 2-6 6-4                              | Sherwood Stewart                            | Byron Bertram Stan Smith           | Brian Teacher Cliff Drysdale Dick Crealy Robert Kreiss           |
| 28 luglio | Cincinnati Open 1975 Cincinnati, Stati Uniti 50 000 $ – Cemento – 32S/16D Singolare - Doppio          | Phil Dent Cliff Drysdale 7-6, 6-4                   | Marcelo Lara Joaquín Loyo-Mayo              | Byron Bertram Stan Smith           | Brian Teacher Cliff Drysdale Dick Crealy Robert Kreiss           |
| 28 luglio | Louisville Open 1975 Louisville, Stati Uniti 100 000 $ – Terra rossa – 64S/30D Singolare - Doppio     | Guillermo Vilas 6-4 6-3                             | Ilie Năstase                                | Jaime Fillol Arthur Ashe           | Željko Franulović Manuel Orantes Raúl Ramírez John Alexander     |
| 28 luglio | Louisville Open 1975 Louisville, Stati Uniti 100 000 $ – Terra rossa – 64S/30D Singolare - Doppio     | Wojciech Fibak Guillermo Vilas title divided        | Anand Amritraj Vijay Amritraj title divided | Jaime Fillol Arthur Ashe           | Željko Franulović Manuel Orantes Raúl Ramírez John Alexander     |

### Agosto
| Settimana | Torneo | Vincitore                                            | Finalista                             | Semifinalisti                 | Eliminati ai quarti                                               |
| --------- | --- | ---------------------------------------------------- | ------------------------------------- | ----------------------------- | ----------------------------------------------------------------- |
| 4 agosto  | U.S. Men's Clay Court Championships 1975 Indianapolis, Indiana, USA 100 000 $ – Terra rossa – 64S/32D Singolare - Doppio   | Manuel Orantes 6-2 6-2                               | Arthur Ashe                           | Guillermo Vilas Onny Parun    | Eddie Dibbs Juan Gisbert Iván Molina Jaime Fillol                 |
| 4 agosto  | U.S. Men's Clay Court Championships 1975 Indianapolis, Indiana, USA 100 000 $ – Terra rossa – 64S/32D Singolare - Doppio   | Juan Gisbert Manuel Orantes 7-5, 6-0                 | Wojciech Fibak Hans-Jürgen Pohmann    | Guillermo Vilas Onny Parun    | Eddie Dibbs Juan Gisbert Iván Molina Jaime Fillol                 |
| 4 agosto  | ATP Volvo International 1975 North Conway, Stati Uniti 100 000 $ - Terra rossa - 48S/20D Singolare - Doppio                | Jimmy Connors 6-2 6-2                                | Ken Rosewall                          | Rod Laver Ilie Năstase        | Víctor Pecci Norman Holmes Raymond Moore John Alexander           |
| 4 agosto  | ATP Volvo International 1975 North Conway, Stati Uniti 100 000 $ - Terra rossa - 48S/20D Singolare - Doppio                | Haroon Rahim Erik Van Dillen 6–3, 1–6, 7–5           | John Alexander Phil Dent              | Rod Laver Ilie Năstase        | Víctor Pecci Norman Holmes Raymond Moore John Alexander           |
| 11 agosto | Canada Open 1975 Toronto, Canada 100 000 $ – Terra rossa – 64S/32D Singolare - Doppio                                      | Manuel Orantes 7-6 6-0 6-1                           | Ilie Năstase                          | Phil Dent Juan Gisbert        | Wojciech Fibak John Alexander Adriano Panatta Hans Joachim Ploetz |
| 11 agosto | Canada Open 1975 Toronto, Canada 100 000 $ – Terra rossa – 64S/32D Singolare - Doppio                                      | Cliff Drysdale Raymond Moore 6–3, 6-2                | Jan Kodeš Ilie Năstase                | Phil Dent Juan Gisbert        | Wojciech Fibak John Alexander Adriano Panatta Hans Joachim Ploetz |
| 11 agosto | Columbus Open 1975 Columbus, Stati Uniti 50 000 $ - Cemento - 32S/16D Singolare - Doppio                                   | Vijay Amritraj 6-4 7-5                               | Bob Lutz                              | Stan Smith Tom Gorman         | Jürgen Fassbender Bernie Mitton Jim Delaney Sherwood Stewart      |
| 11 agosto | Columbus Open 1975 Columbus, Stati Uniti 50 000 $ - Cemento - 32S/16D Singolare - Doppio                                   | Robert Lutz Stan Smith 6–2, 6–7, 6–3                 | Jürgen Fassbender Hans-Jürgen Pohmann | Stan Smith Tom Gorman         | Jürgen Fassbender Bernie Mitton Jim Delaney Sherwood Stewart      |
| 18 agosto | U.S. Pro Tennis Championships 1975 Boston, Massachusetts, Stati Uniti 100 000 $ - Terra rossa - 64S/31D Singolare - Doppio | Björn Borg 6-3 6-4 6-2                               | Guillermo Vilas                       | Arthur Ashe John Alexander    | Rod Laver Wojciech Fibak Manuel Orantes Raúl Ramírez              |
| 18 agosto | U.S. Pro Tennis Championships 1975 Boston, Massachusetts, Stati Uniti 100 000 $ - Terra rossa - 64S/31D Singolare - Doppio | Brian Gottfried Raúl Ramírez 4-6, 6-3, 7-6           | John Andrews Mike Estep               | Arthur Ashe John Alexander    | Rod Laver Wojciech Fibak Manuel Orantes Raúl Ramírez              |
| 18 agosto | South Orange Open 1975 South Orange, Stati Uniti 50 000 $ - Terra rossa - 32S/12D Singolare - Doppio                       | Ilie Năstase 7-6 6-1                                 | Bob Hewitt                            | Vijay Amritraj Anand Amritraj | Jimmy Connors Raymond Moore Victor Amaya Balázs Taróczy           |
| 18 agosto | South Orange Open 1975 South Orange, Stati Uniti 50 000 $ - Terra rossa - 32S/12D Singolare - Doppio                       | Jimmy Connors Ilie Năstase 7–6, 7–5                  | Dick Crealy John Lloyd                | Vijay Amritraj Anand Amritraj | Jimmy Connors Raymond Moore Victor Amaya Balázs Taróczy           |
| 25 agosto | US Open 1975 New York, Stati Uniti Grande Slam 166 000 $ - Terra rossa - 128S/64D Singolare - Doppio - Doppio misto        | Manuel Orantes 6-4 6-3 6-3                           | Jimmy Connors                         | Björn Borg Guillermo Vilas    | Andrew Pattison Eddie Dibbs Ilie Năstase Jaime Fillol             |
| 25 agosto | US Open 1975 New York, Stati Uniti Grande Slam 166 000 $ - Terra rossa - 128S/64D Singolare - Doppio - Doppio misto        | Jimmy Connors Ilie Năstase 6–4, 7–6                  | Tom Okker Marty Riessen               | Björn Borg Guillermo Vilas    | Andrew Pattison Eddie Dibbs Ilie Năstase Jaime Fillol             |
| 25 agosto | US Open 1975 New York, Stati Uniti Grande Slam 166 000 $ - Terra rossa - 128S/64D Singolare - Doppio - Doppio misto        | Doppio misto: Rosemary Casals Dick Stockton 6–3, 7–6 | Billie Jean King Fred Stolle          | Björn Borg Guillermo Vilas    | Andrew Pattison Eddie Dibbs Ilie Năstase Jaime Fillol             |

### Settembre
| Settimana    | Torneo | Vincitore                                   | Finalista                    | Semifinalisti                | Eliminati ai quarti                                            |
| ------------ | --- | ------------------------------------------- | ---------------------------- | ---------------------------- | -------------------------------------------------------------- |
| 15 settembre | Los Angeles Open 1975 Los Angeles, California, Stati Uniti 100 000 $ - Cemento indoor - 64S/32D Singolare - Doppio       | Arthur Ashe 3-6 7-5 6-3                     | Roscoe Tanner                | Raúl Ramírez Harold Solomon  | Bob Lutz Marty Riessen Dick Stockton Allan Stone               |
| 15 settembre | Los Angeles Open 1975 Los Angeles, California, Stati Uniti 100 000 $ - Cemento indoor - 64S/32D Singolare - Doppio       | Anand Amritraj Vijay Amritraj 7-6, 4-6, 6-4 | Cliff Drysdale Marty Riessen | Raúl Ramírez Harold Solomon  | Bob Lutz Marty Riessen Dick Stockton Allan Stone               |
| 15 settembre | Bermuda Open 1975 Hamilton, Bermuda 50 000 $ - Terra rossa Singolare - Doppio                                            | Jimmy Connors 6-1, 6-4                      | Vitas Gerulaitis             | John Whitlinger Ilie Năstase | Ferdi Taygan Alex Metreveli Frew McMillan Sandy Mayer          |
| 15 settembre | Bermuda Open 1975 Hamilton, Bermuda 50 000 $ - Terra rossa Singolare - Doppio                                            | Jimmy Connors Ilie Năstase                  | Vitas Gerulaitis Sandy Mayer | John Whitlinger Ilie Năstase | Ferdi Taygan Alex Metreveli Frew McMillan Sandy Mayer          |
| 22 settembre | Pacific Coast Championships 1975 San Francisco, California, USA 100 000 $ –Sintetico indoor – 64S/32D Singolare - Doppio | Arthur Ashe 6-0 7-6                         | Guillermo Vilas              | Geoff Masters Jeff Borowiak  | Sandy Mayer Cliff Drysdale Dick Stockton Bob Lutz              |
| 22 settembre | Pacific Coast Championships 1975 San Francisco, California, USA 100 000 $ –Sintetico indoor – 64S/32D Singolare - Doppio | Fred McNair Sherwood Stewart 6-2, 7–6(3)    | Allan Stone Kim Warwick      | Geoff Masters Jeff Borowiak  | Sandy Mayer Cliff Drysdale Dick Stockton Bob Lutz              |
| 29 settembre | Hawaiian Open 1975 Maui, Hawaii, Stati Uniti 50 000 $ - Cemento - 32S/20D Singolare - Doppio                             | Jimmy Connors 6-1 6-0                       | Sandy Mayer                  | Bernie Mitton Haroon Rahim   | Billy Martin Bob Lutz Jeff Borowiak Allan Stone                |
| 29 settembre | Hawaiian Open 1975 Maui, Hawaii, Stati Uniti 50 000 $ - Cemento - 32S/20D Singolare - Doppio                             | Fred McNair Sherwood Stewart 3–6, 7–6, 6–3  | Jeff Borowiak Haroon Rahim   | Bernie Mitton Haroon Rahim   | Billy Martin Bob Lutz Jeff Borowiak Allan Stone                |
| 29 settembre | Aviles Open 1975 Avilés, Spagna 25 000 $ - Terra rossa Singolare                                                         | Nikola Pilić 6-3, 6-4, 6-4                  | Juan Ignacio Muntañola       | Steve Turner Vladimír Zedník | Jaime Pinto-Bravo Mike Fishbach Martin Robinson Manuel Orantes |

### Ottobre
| Settimana  | Torneo | Vincitore                                       | Finalista                    | Semifinalisti                  | Eliminati ai quarti                                             |
| ---------- | --- | ----------------------------------------------- | ---------------------------- | ------------------------------ | --------------------------------------------------------------- |
| 6 ottobre  | South Pacific Hard Court Championships 1975 Melbourne, Australia 50 000 $ - Terra rossa - 32S/16D Singolare - Doppio | Brian Gottfried 6-2 7-6 6-4                     | Harold Solomon               | Phil Dent Cliff Richey         | Geoff Masters Nick Saviano Dick Crealy Ross Case                |
| 6 ottobre  | South Pacific Hard Court Championships 1975 Melbourne, Australia 50 000 $ - Terra rossa - 32S/16D Singolare - Doppio | Ross Case Geoff Masters 6-4, 6-0                | Brian Gottfried Raúl Ramírez | Phil Dent Cliff Richey         | Geoff Masters Nick Saviano Dick Crealy Ross Case                |
| 6 ottobre  | Madrid Tennis Grand Prix 1975 Madrid, Spagna 75 000 $ - Terra rossa – 64S/32D Singolare - Doppio                     | Jan Kodeš 5-7, 2-6, 7-6, 6-2, 6-3               | Adriano Panatta              | Björn Borg Jaime Fillol        | Guillermo Vilas Eddie Dibbs Ilie Năstase Manuel Orantes         |
| 6 ottobre  | Madrid Tennis Grand Prix 1975 Madrid, Spagna 75 000 $ - Terra rossa – 64S/32D Singolare - Doppio                     | Jan Kodeš Ilie Năstase 7-6, 4-6, 9-7            | Juan Gisbert Manuel Orantes  | Björn Borg Jaime Fillol        | Guillermo Vilas Eddie Dibbs Ilie Năstase Manuel Orantes         |
| 13 ottobre | Torneo Godó 1975 Barcellona, Spagna 75 000 $ - Terra rossa - 64S/32D Singolare - Doppio                              | Björn Borg 1-6, 7-6, 6-3, 6-2                   | Adriano Panatta              | Guillermo Vilas Jaime Fillol   | Eddie Dibbs Jan Kodeš Ilie Năstase Manuel Orantes               |
| 13 ottobre | Torneo Godó 1975 Barcellona, Spagna 75 000 $ - Terra rossa - 64S/32D Singolare - Doppio                              | Björn Borg Guillermo Vilas 3-6, 6-4, 6-3        | Wojciech Fibak Karl Meiler   | Guillermo Vilas Jaime Fillol   | Eddie Dibbs Jan Kodeš Ilie Năstase Manuel Orantes               |
| 13 ottobre | Australian Indoor Championships 1975 Sydney, Australia 100 000 $ – Cemento indoor – 48S/24D Singolare - Doppio       | Stan Smith 7-6 6-2                              | Bob Lutz                     | Brian Gottfried Ross Case      | Sandy Mayer John Alexander Tom Gorman Geoff Masters             |
| 13 ottobre | Australian Indoor Championships 1975 Sydney, Australia 100 000 $ – Cemento indoor – 48S/24D Singolare - Doppio       | Brian Gottfried Raúl Ramírez [8–6]              | Ross Case Geoff Masters      | Brian Gottfried Ross Case      | Sandy Mayer John Alexander Tom Gorman Geoff Masters             |
| 20 ottobre | West Coast Classic 1975 Perth, Australia 46 000 $ - Sintetico indoor – 32S/16D Singolare - Doppio                    | Harold Solomon 6-2 7-6 7-5                      | Sandy Mayer                  | Ross Case Brian Gottfried      | Tom Gorman Syd Ball Tony Roche Cliff Richey                     |
| 20 ottobre | West Coast Classic 1975 Perth, Australia 46 000 $ - Sintetico indoor – 32S/16D Singolare - Doppio                    | Brian Gottfried Raúl Ramírez 2-6, 6-4, 6-4, 6-0 | Ross Case Geoff Masters      | Ross Case Brian Gottfried      | Tom Gorman Syd Ball Tony Roche Cliff Richey                     |
| 20 ottobre | Aryamehr Cup 1975 Teheran, Iran 100 000 $ - Terra rossa – 48S/24D Singolare - Doppio                                 | Eddie Dibbs 1-6 6-4 7-5 6-4                     | Iván Molina                  | Guillermo Vilas Patrick Proisy | Corrado Barazzutti Onny Parun Jairo Velasco, Sr. Manuel Orantes |
| 20 ottobre | Aryamehr Cup 1975 Teheran, Iran 100 000 $ - Terra rossa – 48S/24D Singolare - Doppio                                 | Juan Gisbert Manuel Orantes 7-5, 6-7, 6-1, 6-4  | Bob Hewitt Frew McMillan     | Guillermo Vilas Patrick Proisy | Corrado Barazzutti Onny Parun Jairo Velasco, Sr. Manuel Orantes |
| 27 ottobre | Philippine International 1975 Manila, Filippine 75 000 $ - Cemento – 32S/16D Singolare - Doppio                      | Ross Case 6-2 6-1                               | Corrado Barazzutti           | José Higueras Ken Rosewall     | Manuel Orantes John Newcombe Dick Crealy Hans-Jürgen Pohmann    |
| 27 ottobre | Philippine International 1975 Manila, Filippine 75 000 $ - Cemento – 32S/16D Singolare - Doppio                      | Ross Case Geoff Masters 6–1, 6–2                | Syd Ball Kim Warwick         | José Higueras Ken Rosewall     | Manuel Orantes John Newcombe Dick Crealy Hans-Jürgen Pohmann    |
| 27 ottobre | Paris Open 1975 Parigi, Francia 50 000 $ - Cemento indoor – 32S/18D Singolare - Doppio                               | Tom Okker 6–3, 2–6, 6–3, 3–6, 6–4               | Arthur Ashe                  | Raymond Moore Ilie Năstase     | Roscoe Tanner Jaime Fillol Eddie Dibbs Onny Parun               |
| 27 ottobre | Paris Open 1975 Parigi, Francia 50 000 $ - Cemento indoor – 32S/18D Singolare - Doppio                               | Wojciech Fibak Karl Meiler 6–3, 9–8             | Ilie Năstase Tom Okker       | Raymond Moore Ilie Năstase     | Roscoe Tanner Jaime Fillol Eddie Dibbs Onny Parun               |

### Novembre
| Settimana   | Torneo | Vincitore                                      | Finalista                             | Semifinalisti                    | Eliminati ai quarti                                              |
| ----------- | --- | ---------------------------------------------- | ------------------------------------- | -------------------------------- | ---------------------------------------------------------------- |
| 3 novembre  | Japan Open Tennis Championships 1975 Tokyo, Giappone 100 000 $ – Cemento – 48S/24D Singolare - Doppio           | Raúl Ramírez 6-2, 5-7, 6-3                     | Manuel Orantes                        | Tony Roche Ken Rosewall          | Harold Solomon Dick Crealy John Newcombe Hans-Jürgen Pohmann     |
| 3 novembre  | Japan Open Tennis Championships 1975 Tokyo, Giappone 100 000 $ – Cemento – 48S/24D Singolare - Doppio           | Brian Gottfried Raúl Ramírez 7-6, 6-4          | Juan Gisbert Sr. Manuel Orantes       | Tony Roche Ken Rosewall          | Harold Solomon Dick Crealy John Newcombe Hans-Jürgen Pohmann     |
| 3 novembre  | Stockholm Open 1975 Stoccolma, Svezia 100 000 $ - Cemento indoor – 64S/32D Singolare - Doppio                   | Adriano Panatta 4-6, 6-3, 7-5                  | Jimmy Connors                         | Onny Parun Björn Borg            | Arthur Ashe Roscoe Tanner Ilie Năstase Bernie Mitton             |
| 3 novembre  | Stockholm Open 1975 Stoccolma, Svezia 100 000 $ - Cemento indoor – 64S/32D Singolare - Doppio                   | Bob Hewitt Frew McMillan 3–6, 6–3, 6–4         | Charlie Pasarell Roscoe Tanner        | Onny Parun Björn Borg            | Arthur Ashe Roscoe Tanner Ilie Năstase Bernie Mitton             |
| 10 novembre | ATP Buenos Aires 1975 Buenos Aires, Argentina 75 000 $ - Terra rossa – 32S/28D Singolare - Doppio               | Guillermo Vilas 6-1, 6-4, 6-4                  | Adriano Panatta                       | Ricardo Cano Jaime Fillol        | Željko Franulović Iván Molina Víctor Pecci José Edison Mandarino |
| 10 novembre | ATP Buenos Aires 1975 Buenos Aires, Argentina 75 000 $ - Terra rossa – 32S/28D Singolare - Doppio               | Paolo Bertolucci Adriano Panatta 3-6, 6-1, 8-6 | Jürgen Fassbender Hans-Jürgen Pohmann | Ricardo Cano Jaime Fillol        | Željko Franulović Iván Molina Víctor Pecci José Edison Mandarino |
| 10 novembre | Hong Kong Open 1975 Hong Kong, Hong Kong 50 000 $ – Cemento – 32S/16D Singolare - Doppio                        | Tom Gorman 6-3, 6-1 6-1                        | Sandy Mayer                           | Raúl Ramírez Brian Gottfried     | Juan Gisbert Bob Carmichael John Newcombe Tom Okker              |
| 10 novembre | Hong Kong Open 1975 Hong Kong, Hong Kong 50 000 $ – Cemento – 32S/16D Singolare - Doppio                        | Tom Okker Ken Rosewall 6–3, 6–4                | Bob Carmichael Sandy Mayer            | Raúl Ramírez Brian Gottfried     | Juan Gisbert Bob Carmichael John Newcombe Tom Okker              |
| 10 novembre | Dewar Cup 1975 Londra, Gran Bretagna 75 000 $ - Sintetico indoor – 48S/23D Singolare - Doppio                   | Eddie Dibbs 1-6, 6-1, 7-5                      | Jimmy Connors                         | Christopher Mottram Ilie Năstase | Arthur Ashe Jan Kodeš Haroon Rahim Bernie Mitton                 |
| 10 novembre | Dewar Cup 1975 Londra, Gran Bretagna 75 000 $ - Sintetico indoor – 48S/23D Singolare - Doppio                   | Wojciech Fibak Karl Meiler 6-1, 7-5            | Jimmy Connors Ilie Năstase            | Christopher Mottram Ilie Năstase | Arthur Ashe Jan Kodeš Haroon Rahim Bernie Mitton                 |
| 17 novembre | Indian Open 1975 Calcutta, India 50 000 $ - Terra batuta – 32S/16D Singolare - Doppio                           | Vijay Amritraj 7-5, 6-3                        | Manuel Orantes                        | Mike Cahill Kim Warwick          | Tom Gorman Sandy Mayer Haroon Rahim Juan Gisbert                 |
| 17 novembre | Indian Open 1975 Calcutta, India 50 000 $ - Terra batuta – 32S/16D Singolare - Doppio                           | Juan Gisbert Manuel Orantes 1–6, 6–4, 6–3      | Anand Amritraj Vijay Amritraj         | Mike Cahill Kim Warwick          | Tom Gorman Sandy Mayer Haroon Rahim Juan Gisbert                 |
| 17 novembre | South African Open 1975 Johannesburg, Sudafrica 100 000 $ - Cemento – 43S/24D/16XD Singolare - Doppio           | Harold Solomon 6-2, 6-4, 5-7, 6-1              | Brian Gottfried                       | Karl Meiler Onny Parun           | Pat Cramer Frew McMillan Raymond Moore Andrew Pattison           |
| 17 novembre | South African Open 1975 Johannesburg, Sudafrica 100 000 $ - Cemento – 43S/24D/16XD Singolare - Doppio           | Bob Hewitt Frew McMillan 7-5, 6-4              | Karl Meiler Charlie Pasarell          | Karl Meiler Onny Parun           | Pat Cramer Frew McMillan Raymond Moore Andrew Pattison           |
| 30 novembre | Commercial Union Assurance Masters 1975 Stoccolma, Svezia 130 000 $ – Cemento indoor – 8S/4D Singolare - Doppio | Ilie Năstase 6-2, 6-2, 6-1                     | Björn Borg                            | Guillermo Vilas Arthur Ashe      | Raúl Ramírez Harold Solomon Manuel Orantes Adriano Panatta       |
| 30 novembre | Commercial Union Assurance Masters 1975 Stoccolma, Svezia 130 000 $ – Cemento indoor – 8S/4D Singolare - Doppio | Juan Gisbert Manuel Orantes Round Robin        |                                       | Guillermo Vilas Arthur Ashe      | Raúl Ramírez Harold Solomon Manuel Orantes Adriano Panatta       |

### Dicembre
| Settimana   | Torneo                                                                         | Vincitore                          | Finalista                   | Semifinalisti          | Eliminati ai quarti                                |
| ----------- | ------------------------------------------------------------------------------ | ---------------------------------- | --------------------------- | ---------------------- | -------------------------------------------------- |
| 15 dicembre | New South Wales Open 1975 Sydney, Australia 25 000 $ - Erba Singolare - Doppio | Ross Case 6-2, 6-1                 | John Marks                  | Ray Ruffels Tony Roche | Ken Rosewall David Carter Brian Fairlie John Lloyd |
| 15 dicembre | New South Wales Open 1975 Sydney, Australia 25 000 $ - Erba Singolare - Doppio | John Marks Mark Edmondson 6-1, 6-1 | Chris Kachel Peter McNamara | Ray Ruffels Tony Roche | Ken Rosewall David Carter Brian Fairlie John Lloyd |

## Distribuzione punti
| Categoria   | V   | F  | SF | QF | R16 | R32 | R64 |
| Grande Slam | 120 | 90 | 60 | 30 | 15  | 7   | 3   |
| Group AA    | 80  | 60 | 40 | 20 | 10  | 5   | −   |
| Group A     | 60  | 45 | 30 | 15 | 7   | 3   | −   |
| Group B     | 40  | 30 | 20 | 10 | 5   | −   | −   |

## Títoli per giocatore
| Totale | Giocatore           | Grande Slam | Grande Slam | Grande Slam | Grand Prix Masters | Grand Prix Masters | Group AA | Group AA | Group A | Group A | Group B | Group B | Totale | Totale | Totale |
| Totale | Giocatore           | S           | D           | M           | S                  | D                  | S        | D        | S       | D       | S       | D       | I      | D      | M      |
| ------ | ------------------- | ----------- | ----------- | ----------- | ------------------ | ------------------ | -------- | -------- | ------- | ------- | ------- | ------- | ------ | ------ | ------ |
| 12     | Manuel Orantes      | 1           |             |             |                    | 1                  | 3        | 3        |         | 1       | 2       | 1       | 6      | 6      | 0      |
| 8      | Raúl Ramírez        |             | 1           |             |                    |                    | 2        | 4        |         |         |         | 1       | 2      | 6      | 0      |
| 7      | Brian Gottfried     |             | 1           |             |                    |                    |          | 4        |         |         | 1       | 1       | 1      | 6      | 0      |
| 7      | Guillermo Vilas     |             |             |             |                    |                    | 2        |          | 1       | 1       | 2       | 1       | 5      | 2      | 0      |
| 6      | Juan Gisbert        |             |             |             |                    | 1                  |          | 3        |         | 1       |         | 1       | 0      | 6      | 0      |
| 5      | Ilie Năstase        |             | 1           |             | 1                  |                    |          |          |         | 1       | 1       | 1       | 2      | 3      | 0      |
| 5      | Björn Borg          | 1           |             |             |                    |                    | 1        |          | 1       | 1       |         | 1       | 3      | 2      | 0      |
| 4      | Jimmy Connors       |             | 1           |             |                    |                    |          |          |         |         | 2       | 1       | 2      | 2      | 0      |
| 4      | Adriano Panatta     |             |             |             |                    |                    | 1        |          |         | 1       | 1       | 1       | 2      | 2      | 0      |
| 4      | Jan Kodeš           |             |             |             |                    |                    |          |          | 1       | 1       |         | 2       | 1      | 3      | 0      |
| 4      | Wojciech Fibak      |             |             |             |                    |                    |          |          |         | 1       |         | 3       | 0      | 4      | 0      |
| 3      | Arthur Ashe         | 1           |             |             |                    |                    | 2        |          |         |         |         |         | 3      | 0      | 0      |
| 3      | Phil Dent           |             | 1           |             |                    |                    |          |          |         |         |         | 2       | 0      | 3      | 0      |
| 3      | Stan Smith          |             |             |             |                    |                    | 1        | 1        |         |         |         | 1       | 1      | 2      | 0      |
| 3      | Tom Okker           |             |             |             |                    |                    | 1        |          |         |         | 1       | 1       | 2      | 1      | 0      |
| 3      | Vijay Amritraj      |             |             |             |                    |                    |          | 1        | 1       |         | 1       |         | 2      | 1      | 0      |
| 3      | Ross Case           |             |             |             |                    |                    |          |          | 1       | 1       |         | 1       | 1      | 2      | 0      |
| 2      | John Alexander      |             | 1           |             |                    |                    |          |          |         |         |         | 1       | 0      | 2      | 0      |
| 2      | Bob Hewitt          |             |             |             |                    |                    |          | 2        |         |         |         |         | 0      | 2      | 0      |
| 2      | Frew McMillan       |             |             |             |                    |                    |          | 2        |         |         |         |         | 0      | 2      | 0      |
| 2      | Eddie Dibbs         |             |             |             |                    |                    | 1        |          | 1       |         |         |         | 2      | 0      | 0      |
| 2      | Harold Solomon      |             |             |             |                    |                    | 1        |          |         |         | 1       |         | 2      | 0      | 0      |
| 2      | Roscoe Tanner       |             |             |             |                    |                    |          | 1        |         |         | 1       |         | 1      | 1      | 0      |
| 2      | Cliff Drysdale      |             |             |             |                    |                    |          | 1        |         |         |         | 1       | 0      | 2      | 0      |
| 2      | Bob Lutz            |             |             |             |                    |                    |          | 1        |         |         |         | 1       | 0      | 2      | 0      |
| 2      | Fred McNair         |             |             |             |                    |                    |          | 1        |         |         |         | 1       | 0      | 2      | 0      |
| 2      | Sherwood Stewart    |             |             |             |                    |                    |          | 1        |         |         |         | 1       | 0      | 2      | 0      |
| 2      | Paolo Bertolucci    |             |             |             |                    |                    |          |          |         | 1       |         | 1       | 0      | 2      | 0      |
| 2      | Geoff Masters       |             |             |             |                    |                    |          |          |         | 1       |         | 1       | 0      | 2      | 0      |
| 2      | Karl Meiler         |             |             |             |                    |                    |          |          |         | 1       |         | 1       | 0      | 2      | 0      |
| 2      | Tom Gorman          |             |             |             |                    |                    |          |          |         |         | 2       |         | 2      | 0      | 0      |
| 2      | Ken Rosewall        |             |             |             |                    |                    |          |          |         |         | 1       | 1       | 1      | 1      | 0      |
| 1      | John Newcombe       | 1           |             |             |                    |                    |          |          |         |         |         |         | 1      | 0      | 0      |
| 1      | Thomaz Koch         |             |             | 1           |                    |                    |          |          |         |         |         |         | 0      | 0      | 1      |
| 1      | Marty Riessen       |             |             | 1           |                    |                    |          |          |         |         |         |         | 0      | 0      | 1      |
| 1      | Dick Stockton       |             |             | 1           |                    |                    |          |          |         |         |         |         | 0      | 0      | 1      |
| 1      | Anand Amritraj      |             |             |             |                    |                    |          | 1        |         |         |         |         | 0      | 1      | 0      |
| 1      | Vitas Gerulaitis    |             |             |             |                    |                    |          | 1        |         |         |         |         | 0      | 1      | 0      |
| 1      | Sandy Mayer         |             |             |             |                    |                    |          | 1        |         |         |         |         | 0      | 1      | 0      |
| 1      | Raymond Moore       |             |             |             |                    |                    |          | 1        |         |         |         |         | 0      | 1      | 0      |
| 1      | Charlie Pasarell    |             |             |             |                    |                    |          | 1        |         |         |         |         | 0      | 1      | 0      |
| 1      | Byron Bertram       |             |             |             |                    |                    |          | 1        |         |         |         |         | 0      | 0      | 1      |
| 1      | Scott Carnahan      |             |             |             |                    |                    |          | 1        |         |         |         |         | 0      | 0      | 1      |
| 1      | Jaime Fillol        |             |             |             |                    |                    |          |          |         |         | 1       |         | 1      | 0      | 0      |
| 1      | Ove Bengtson        |             |             |             |                    |                    |          |          |         |         |         | 1       | 0      | 1      | 0      |
| 1      | Jürgen Fassbender   |             |             |             |                    |                    |          |          |         |         |         | 1       | 0      | 1      | 0      |
| 1      | François Jauffret   |             |             |             |                    |                    |          |          |         |         |         | 1       | 0      | 1      | 0      |
| 1      | Hans-Jürgen Pohmann |             |             |             |                    |                    |          |          |         |         |         | 1       | 0      | 1      | 0      |
| 1      | Haroon Rahim        |             |             |             |                    |                    |          |          |         |         |         | 1       | 0      | 1      | 0      |
| 1      | Erik Van Dillen     |             |             |             |                    |                    |          |          |         |         |         | 1       | 0      | 1      | 0      |
| 1      | David Lloyd         |             |             |             |                    |                    |          |          |         |         |         | 1       | 0      | 0      | 1      |